# Savignano Irpino
Savignano Irpino là một đô thị (comune) thuộc tỉnh Avenllino trong vùng Campania của Ý. Savignano Irpino có diện tích 38 km2, dân số là 1647 người (thời điểm ngày).